# Список военных судов России
Отмечены все изменения в системе военных судов с 1997 г., после вступления в силу Федерального конституционного закона от 31 декабря 1996 г. № 1-ФКЗ «О судебной системе Российской Федерации»  (введен в действие с 1 января 1997 г.), в соответствии с которым (ст. 17) федеральные суды создаются и упраздняются только федеральными законами.
Даты фактического упразднения судов отличаются от дат подписания соответствующих федеральных законов (указаны в тексте закона).

## Надзорные военные суды
Надзорные военные суды:
- Апелляционный военный суд[2]  (г.о. Власиха, Московская область)[3].
- Кассационный военный суд[4] (г. Новосибирск)[5].

## Окружные (флотские) военные суды
Окружные (флотские) военные суды:

### Ленинградский военный округ
- Балтийский флотский военный суд[7] (г. Калининград)[8]
- Северный флотский военный суд[9] (г. Североморск, Мурманская область)[10]
- 1-й Западный окружной военный суд[11] (г. Санкт-Петербург)[12]

### Московский военный округ
- 2-й Западный окружной военный суд[13] (г. Москва)[14]

### Южный военный округ(ОСК «Юг»)
- Южный окружной военный суд[15][16] (г. Ростов-на-Дону)[17]

### Центральный военный округ(ОСК «Центр»)
- Центральный окружной военный суд[18] (г. Екатеринбург)[19]

### Восточный военный округ(ОСК «Восток»)
- 2-й Восточный окружной военный суд[20] (г. Чита)[21]
- 1-й Восточный окружной военный суд[22] (г. Хабаровск)[23]
- Тихоокеанский флотский военный суд[24] (г. Владивосток)[25]

## Гарнизонные военные суды
Гарнизонные военные суды:

### 3-й округ
- 26-й гарнизонный военный суд[27] (г. Байконур, Республика Казахстан)
- 40-й гарнизонный военный суд[28] (г. Приозерск-4, Карагандинская область, Республика Казахстан)

### Восточный округ
- Белогорский гарнизонный военный суд[29] (г. Белогорск, Амурская область)
- Биробиджанский гарнизонный военный суд[30] (г. Биробиджан, Еврейская АО)
- Благовещенский гарнизонный военный суд[31] (г. Благовещенск, Амурская область)
- Борзинский гарнизонный военный суд[32] (г. Борзя, Забайкальский край)
- Комсомольский-на-Амуре гарнизонный военный суд[33] (г. Комсомольск-на-Амуре, Хабаровский край)
- Краснореченский гарнизонный военный суд[34] (г. Хабаровск, Хабаровский край)
- Курильский гарнизонный военный суд[35] (п. Горячие Ключи, Сахалинская область)
- Кяхтинский гарнизонный военный суд[36] (г. Кяхта, Республика Бурятия)
- Свободненский гарнизонный военный суд[37] (г. Свободный, Амурская область)
- Советско-Гаванский гарнизонный военный суд[38] (п. Октябрьский, Хабаровский край)
- Улан-Удэнский гарнизонный военный суд[39] (г. Улан-Удэ, Республика Бурятия)
- Читинский гарнизонный военный суд[40] (г. Чита, Забайкальский край)
- Хабаровский гарнизонный военный суд[41] (г. Хабаровск)
- Южно-Сахалинский гарнизонный военный суд[42] (г. Южно-Сахалинск, Сахалинская область)
- Якутский гарнизонный военный суд[43] (г. Якутск)

### Центральный округ
- Абаканский гарнизонный военный суд[44] (г. Абакан, Республика Хакасия)
- Барнаульский гарнизонный военный суд[45] (г. Барнаул, Алтайский край)
- Иркутский гарнизонный военный суд[46] (г. Иркутск)
- Красноярский гарнизонный военный суд[47] (г. Красноярск)
- Казанский гарнизонный военный суд[48] (г. Казань)
- Новосибирский гарнизонный военный суд[49] (г. Новосибирск)
- Омский гарнизонный военный суд[50] (г. Омск)
- Оренбургский гарнизонный военный суд[51] (г. Оренбург)
- Пензенский гарнизонный военный суд[52] (г. Пенза)
- Пермский гарнизонный военный суд[53] (г. Пермь)
- Самарский гарнизонный военный суд[54] (г. Самара)
- Саратовский гарнизонный военный суд[55] (г. Саратов)
- Томский гарнизонный военный суд[56] (г. Томск, г. Юрга Кемеровской области - дислокация)
- Ульяновский гарнизонный военный суд[57] (г. Ульяновск)
- Уфимский гарнизонный военный суд[58] (г. Уфа)

### Западный округ
- 235-й гарнизонный военный суд[59] (г. Москва)
- 224-й гарнизонный военный суд[60] (г. Санкт-Петербург)
- Брянский гарнизонный военный суд[61] (г. Брянск)
- Владимирский гарнизонный военный суд[62] (г. Владимир)
- Великоновгородский гарнизонный военный суд[63] (г. Великий Новгород)
- Вологодский гарнизонный военный суд[64] (г. Вологда)
- Воронежский гарнизонный военный суд[65] (г. Воронеж)
- Выборгский гарнизонный военный суд[66] (г. Выборг, Ленинградская область)
- Ивановский гарнизонный военный суд[67] (г. Иваново)
- Калужский гарнизонный военный суд[68] (г. Калуга)
- Курский гарнизонный военный суд[69] (г. Курск)
- Московский гарнизонный военный суд[70] (г. Москва)
- Наро-Фоминский гарнизонный военный суд[71] (г. Наро-Фоминск, Московская область)
- Нижегородский гарнизонный военный суд[72] (г. Нижний Новгород)
- Одинцовский гарнизонный военный суд[73] (г. Одинцово, Московская область)[74]
- Петрозаводский гарнизонный военный суд[75] (г. Петрозаводск, Республика Карелия)
- Псковский гарнизонный военный суд[76] (г. Псков)
- Реутовский гарнизонный военный суд[77] (г. Реутов, Московская область)[78]
- Рязанский гарнизонный военный суд[79] (г. Рязань)
- Санкт-Петербургский гарнизонный военный суд[80] (г. Санкт-Петербург)
- Смоленский гарнизонный военный суд[81] (г. Смоленск)
- Солнечногорский гарнизонный военный суд[82] (г. Солнечногорск, Московская область)
- Тамбовский гарнизонный военный суд[83] (г. Тамбов, Тамбовская область)
- Тверской гарнизонный военный суд[84] (г. Тверь)
- Тульский гарнизонный военный суд[85] (г. Тула)
- Ярославский гарнизонный военный суд[86] (г. Ярославль)

### Южный округ
- 5-й гарнизонный военный суд[87] (г. Ереван)
- Астраханский гарнизонный военный суд[88]  (г. Астрахань)
- Владикавказский гарнизонный военный суд[89] (г. Владикавказ)
- Волгоградский гарнизонный военный суд[90]  (г. Волгоград)
- Грозненский гарнизонный военный суд (г. Грозный)[91]
- Донецкий гарнизонный военный суд (г. Донецк)[92]
- Запорожский гарнизонный военный суд (г. Мелитополь)[93]
- Знаменский гарнизонный военный суд[94] (г. Знаменск, Астраханская область)
- Краснодарский гарнизонный военный суд[95] (г. Краснодар)
- Крымский гарнизонный военный суд (г. Симферополь)
- Луганский гарнизонный военный суд (г. Луганск)[96]
- Майкопский гарнизонный военный суд[97] (г. Майкоп)
- Махачкалинский гарнизонный военный суд[98] (г. Махачкала)
- Нальчикский гарнизонный военный суд (г. Нальчик)[99]
- Новороссийский гарнизонный военный суд[100] (г. Новороссийск)
- Новочеркасский гарнизонный военный суд (г. Новочеркасск)[101]
- Пятигорский гарнизонный военный суд[102] (г. Пятигорск)
- Ростовский-на-Дону гарнизонный военный суд[103] (г. Ростов-на-Дону)
- Севастопольский гарнизонный военный суд (г. Севастополь)
- Сочинский гарнизонный военный суд[104] (г. Сочи, Краснодарский край)
- Ставропольский гарнизонный военный суд[105] (г. Ставрополь)
- Херсонский гарнизонный военный суд (г. Армянск)[106]

### Уральский округ
- 109-й гарнизонный военный суд[107] (г. Душанбе, Республика Таджикистан)
- Екатеринбургский гарнизонный военный суд[108] (г. Екатеринбург)
- Магнитогорский гарнизонный военный суд[109] (г. Магнитогорск, Челябинская область)
- Нижнетагильский гарнизонный военный суд[110] (г. Нижний Тагил, Свердловская область)
- Челябинский гарнизонный военный суд[111] (г. Челябинск)

### Балтийский флот
- Балтийский гарнизонный военный суд[112] (г. Балтийск, Калининградская область)
- Калининградский гарнизонный военный суд[113] (г. Калининград)

### Северный флот
- Архангельский гарнизонный военный суд[114] (г. Архангельск)
- Воркутинский гарнизонный военный суд[115] (г. Воркута, Республика Коми)
- Гаджиевский гарнизонный военный суд[116] (г. Гаджиево, Мурманская область)
- Заозерский гарнизонный военный суд[117] (г. Заозерск, Мурманская область)
- Мирненский гарнизонный военный суд[118] (г. Мирный, Архангельская область)
- Мурманский гарнизонный военный суд[119] (г. Мурманск)
- Полярнинский гарнизонный военный суд[120] (г. Полярный, Мурманская область)
- Северодвинский гарнизонный военный суд[121] (г. Северодвинск, Архангельская область)
- Североморский гарнизонный военный суд[122] (г. Североморск, Мурманская область)

### Тихоокеанский флот
- 35-й гарнизонный военный суд[123] (г. Петропавловск-Камчатский)
- Анадырский гарнизонный военный суд[124] (п. Угольные Копи, Чукотский автономный округ)
- Владивостокский гарнизонный военный суд[125] (г. Владивосток)
- Спасск-Дальний гарнизонный военный суд[126] (г. Спасск-Дальний, Приморский край)
- Уссурийский гарнизонный военный суд[127] (г. Уссурийск, Приморский край)
- Фокинский гарнизонный военный суд[128] (г. Фокино, Приморский край)